# David Moores
David R Moores (sinh ngày 15 tháng 3 năm 1946 - mất ngày 22 tháng 7 năm 2022) là cựu Chủ tịch (1991–2007) và bây giờ là chủ tịch danh dự của Liverpool F.C..
Ông qua đời vào ngày 22 tháng 7 năm 2022, hưởng thọ 76 tuổi, chỉ vài tuần sau cái chết của Marge.